# Убиство породице Голубовић
Убиство породице Голубовић је ратни злочин који су починили припадници Станице јавне безбиједности Коњиц у ноћи између 1. и 2. јула 1992. током рата у Босни и Херцеговини. Они су у раним јутарњим часовима најприје отели четворочлану српску породицу Голубовић из Коњица, да би их недуго затим стријељали недалеко од полицијског пункта у насељу Поље Бијела, поред пута према селу Спиљани. Седмогодишњи дјечак Петар Голубовић је преживио прво стријељање и успио да дође до полицијског пункта и затражи помоћ, али су полицајци обавијестили злочинце који су се вратили по њега и поново га стријељали код мјеста Бегин Вир.  

## Позадина
Голубовићи су били угледна породица у Коњицу. Ђуро (1951) је био наставник географије у Гимназији. Због прележане парализе у дјетињству био је једва покретан. Његова супруга Власта (1958, рођ. Унковић), инжењер архитектуре, била је такође наставница у средњој школи у коњицу. Имали су двоје дјеце, седмогодишњег Петра (1985) и петогодишњег Павла (1987).  Живјели су у Коњицу, у насељу Орашје II. Убиству породице Голубовић претходио је ратни злочин у селу Брадина који су крајем маја 1992. починили припадници Територијалне одбране Коњиц и Хрватског вијећа одбране.

## Злочин
Петорица припадника Интервентног вода Станице јавне безбједности Коњиц Миралем Мацић (1969), Јусуф Потур (1966) и Адем Ланџо (1956), заједно са Шефиком Туцаковићем и Мирсадом Максумићем који су погинули током рата, сковали су план у кући Мацићевог оца Хаџе да се почну „светити Србима“ по Коњицу. Њих петорица су се 1. јула 1992. године, на приједлог Шемсе Туцаковића, договорили да убију породицу професора Ђура Голубовића. Сви су били у војничким униформама и наоружани аутоматским пушкама. Из куће су изашли око 22 часа и наоружани се запутили према стану породице Голубовић.
Злочинци су насилно упали у стан, окупили породицу и извели их из стана. Мацић се потом вратио у стан из којег је изнио ТВ пријемник у гепек аута, а потом су се с два аутомобила упутили локалним путем Коњиц - Борци. Након изласка из града, два аутомобила у којима се налазило девет лица, зауставила су се пред спуштеном рампом полицијског пункта у мјесту Поља Бијела. Послије разговора с дежурним полицајцем на контролном пункту Хаџом Мацићем, дигнута је рампа и вожњу су наставили према селу Спиљани. Зауставили су се након километар удаљености од пункта с његове десне стране, код сливника, угасили су свјетла на аутомобилима (осим позиционих), а потом су сви изашли из аутомобила с оружјем. Наредили су члановима породице Голубовић да изађу из аутомобила и да се поредају на десној ивици коловоза. Када су то учинили, полицајци су уперили цијеви и истовремено отворили рафалну паљбу у чланове породице Голубовић који су попадали на земљу.

### Друго стријељање Петра Голубовића
Неким чудом седмогодишњи Петар једини је остао непогођен и неповријеђен. Малишан је приликом рафалне паљбе и сам пао на земљу између тијела родитеља и млађег брата Павла. Након што су злочинци отишли Петар је устао и напустио мјесто гдје су лежала непомична тијела његових родитеља и брата Павла. У нади да ће пронаћи спас из овог пакла, потражио је уточиште код полиције на пункту. Послије пјешачења стигао је на полицијски пункт гдје је дежурном полицајцу Хаџи Мацићу и Дражену Марковићу испричао шта се догодило с његовим родитељима и братом Павлом. Дежурни на пункту је моторолом одмах јавио у полицијску станицу да се код њега налази Петар, а убрзо потом из Коњица је поново стигла иста група. Преузели су Петра, а потом су наставили вожњу према Коњицу. Зауставили су се на мјесту званом Бегин Вир гдје су извели дијете из аута, па из оружја осули ватру у Петра Голубовића. Смртоносни рафали су овог пута, као и његове родитеље и брата, покосили тијело малишана. Породица Голубовић је након неколико дана сахрањена на градском гробљу Мусала. Један од убица, Миралем Маци, недуго након убиства уселио се у стан породице Голубовић.

## Судски процеси
Тужилац Ибро Булић подигао је оптужницу за овај и за друге злочине над Србима у Коњицу тек 1994. године. Првостепена пресуда је изречена крајем 1995. године. Тек у поновљеном суђењу пред Кантоналним судом у Мостару 25. јула 2000. године Миралем Мацић и Адем Панџо су осуђени на 12 година затвора, док је Потур осуђен на 8 година. Годину дана касније Врховни суд ФБиХ је потврдио првостепену пресуду. Поред њих, за овај злочин се у оптужници из 1994. везује и име ветеринарског техничара Халила Туцаковића, као и полицајаца на пункту Поље Бијела, Дражена Марковића и Хаџе Мацића. Истог дана када је издржао затворску казну, Мацић је ухапшен по новој оптужници за ратни злочин, за убиство тројице цивила српске националности на подручју Коњица. Крај овог суђења није дочекао, преминуо је 25. јануара 2012, само дан пре него што је требао да буде размотрен споразум о признању кривице који је склопио са Тужилаштвом БиХ.

## Сјећање
Канцеларија Америчког удружења правника — Правна иницијатива за Централну Европу и Евроазију је у оквиру прикупљања података о ратним злочинима прегледала судске архиве у Босни и Херцеговини и објавила све оптужнице и пресуде између 1992. и 2006. Захваљујући њима, јавност је упозната са детаљима злочина над породицом Голубовић.
Имена Петра и Павла Голубовића уклесана су на заједнички споменик убијеној дјеци Коњица, који је постављен испред школе на Мусали.
Желећи да сачува успомену на страдале дјечаке и да разбије зид ћутања о убиству два српска дјечака, Анис Косовац је на улазу у Православно гробље на Мусали поставио спомен-плочу посвећену двојици убијених дјечака. Поред тога, довео је воду на православно гробље и направио чесму, изградио капију и редовно одржава гробље на којем је сахрањена породица Голубовић. Косовац о овом убиству каже: Били су ми комшије, па кад неће Општина, срамота је да неко то не постави. Двоје дјеце - пет и седам година неко убије и онда сви шуте. Шути режим за чије владавине су дјеца убијена. Тај режим и сад влада. (...) Престрашно је кад неко убије дјецу. Како није страшно да ти дође неко навечер, изведе те и убије двоје дјеце. У твом граду убијено двоје дјеце. Страхота једна.
Новинар Ал Џазире Балканс Драган Бурсаћ написао је у децембру 2017. колумну Треће стријељање дјечака Петра из Коњица, за коју је добио Европску новинарску награду у категорији „коментар”.